# DJN - Jugendbund für Naturbeobachtung
Der DJN - Jugendbund für Naturbeobachtung, ehemals Deutscher Jugendbund für Naturbeobachtung (DJN) ist ein kleiner Jugendverein in Deutschland. Als primärer Zweck des Vereins wird die gegenseitige Vermittlung von Wissen über Artenvielfalt und Ökologie betrachtet. Der DJN wird von seinen Mitgliedern, die zwischen 12 und 27 Jahren alt sind, ehrenamtlich selbst organisiert.

Zahlreiche Projekte von DJN-Projektgruppen haben hochdotierte Preise gewonnen. Der DJN ist außerdem Gründungsmitglied der Jugendaktion Natur- und Umweltschutz Niedersachsen (JANUN) und des internationalen Zusammenschlusses Youth and Environment Europe (YEE).

## Aktivitäten und Ziele

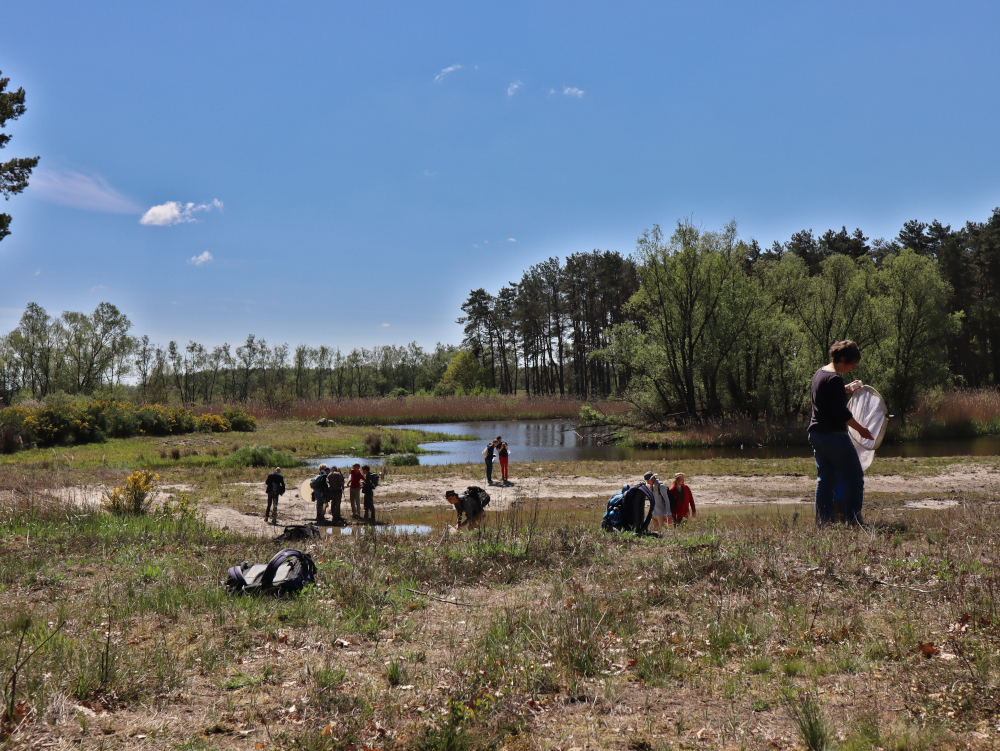
Insektenkundliche Exkursion. Zu Erkennen sind Kescher und ein Klopfschirm.

Im Vergleich zu anderen Umweltorganisationen sind mehrere Schwerpunkte erkennbar: Beim DJN stehen Naturkunde und Artenkenntnis im Fokus. Dies erfolgt über gemeinsame Exkursionen und die Veröffentlichung von Bestimmungsliteratur. Die gegenseitige Vermittlung vom Wissen wird in der Selbstdarstellung des DJN mehrfach betont. Außerdem geht es dem DJN darum, Hierarchien abzubauen, selbstorganisiert zu arbeiten und basisdemokratisch zu entscheiden. Das äußert sich auch darin, dass die Mitgliedschaft und damit die Möglichkeit zur Mitgestaltung mit dem Erreichen des 27. Lebensjahres endet. So werden festgefahrene Strukturen und eine Überalterung des Vereins vermieden. Junge Mitglieder bekommen die Chance, Verantwortung zu übernehmen. Der DJN fördert die Entwicklung von jungen Persönlichkeiten im Sinne der Jugendarbeit. Der DJN ist auch politisch aktiv und fühlt sich den Werten des Antifaschismus verbunden.
Der DJN verlegt eigene Bestimmungsliteratur. Einige der Bestimmungsschlüssel des DJN sind inzwischen zu Standardwerken geworden. Die Bestimmungsschlüssel werden von Mitgliedern, ehemaligen Mitgliedern oder externen Experten geschrieben. Außerdem wird die Schriftenreihe „Naturkundliche Beiträge des DJN“ unregelmäßig herausgegeben. Die Reihe stellt eine niedrigschwellige Möglichkeit für junge Menschen dar, eine eigene wissenschaftliche Publikation zu veröffentlichen.
Während der Corona-Pandemie wurde eine Online-Vortragsreihe organisiert, da keine persönlichen Treffen und Exkursionen stattfinden konnten. 2021 fanden von Januar bin Juni wöchentlich Vorträge statt, nach einer Sommerpause wurde die Vortragsreihe in November und Dezember fortgesetzt. Bei den Vorträgen teilten DJN-Mitglieder Wissen und Erfahrungen zu verschiedenen Artengruppen und Naturkundethemen. Die Vorträge wurden nicht nur von Mitgliedern, sondern auch weiteren Interessierten gehört, so dass teilweise mehr als 100 Teilnehmer erreicht wurden.
Im Frühjahr 2021 startete der DJN-Podcast „Rauslauschen“. Bis Mitte 2022 erschienen 12 Folgen.

## Veranstaltungen

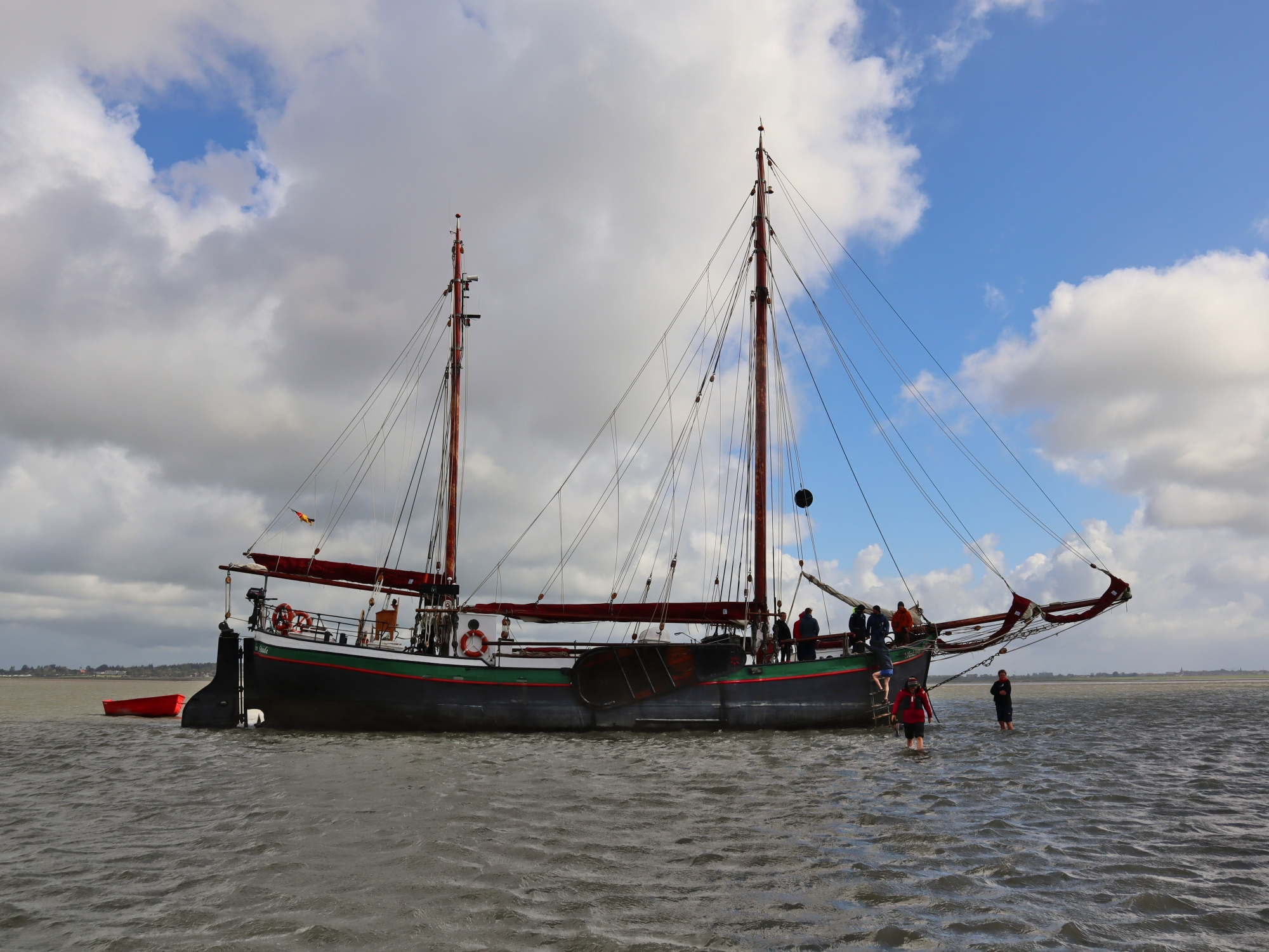
Teilnehmer eines Segelseminares des DJN verlassen bei Niedrigwasser das Schiff für eine Wattexkursion.

Das Kernstück des DJN ist die Veranstaltung der über das Jahr verteilt stattfindenden Lager und Seminare. Es handelt sich üblicherweise um Wochenenden oder etwa einwöchige Veranstaltungen, meist in Deutschland, teilweise aber auch im Ausland. Die Übernachtung findet in geschlossenen Räumen oder in Zelten statt. Teilweise werden Räumlichkeiten von Schulen verwendet, wenn diese während der Schulferien leer stehen.
Seminare können einmalig stattfinden, oder bereits eine gewisse Tradition haben (z. B. Segel-Seminare gemeinsam mit dem Windsbraut e. V.). Verbindlich jedes Jahr finden die beiden großen Lager, der Osterkongress und das Winterseminar (WiSe) statt. Der Osterkongress findet in der Regel in der Woche vor Ostern bis zum Ostermontag statt, das Winterseminar nach Weihnachten bis Neujahr (27.12.–02.01.). Zu beiden Lagern sind alle Vereinsmitglieder eingeladen. Beim Osterkongress werden traditionell alle Mitglieder verabschiedet („ausgesockt“), die bis zum Ostersonntag das 27. Lebensjahr erreicht haben.
Manche Veranstaltungen haben einen konkreten Themenschwerpunkt, andere sind offener gestaltet. Ein typischer Themenschwerpunkt kann eine Artengruppe sein, die gezielt beobachtet wird, um Bestimmungsmerkmale zu lernen, den Umgang mit der entsprechenden Bestimmungsliteratur zu üben und dabei auch etwas über die Biologie der Arten zu lernen. Auch die Umsetzung einer Naturschutzmaßnahme kann im Rahmen einer Veranstaltung geschehen, oder ein bestimmter Lebensraum (z. B. das Wattenmeer) steht im Fokus. Andere Seminare dienen mehr dem sozialen Austausch, wobei dennoch ein Bezug zur Natur besteht, etwa durch gemeinsame Wanderungen. Je nach persönlichem Interesse werden dabei auch verschiedene Arten bestimmt oder beobachtet. Es gibt auch Veranstaltungen zu umweltpolitischen Themen, ansonsten werden im Rahmen von anderen Treffen gelegentlich kleine Vorträge oder Workshops durchgeführt.

Ein typisches Element sind Abende am Lagerfeuer, sogenannte Sponti-Runden, bei denen durch Gitarren begleitet aus dem DJN-Liederbuch „Spontania“ gesungen wird.

Um an Veranstaltungen teilzunehmen, ist keine Mitgliedschaft erforderlich. Die Teilnehmer reisen aus ganz Deutschland oder dem nahen Ausland an.

## Organisatorische Gliederung

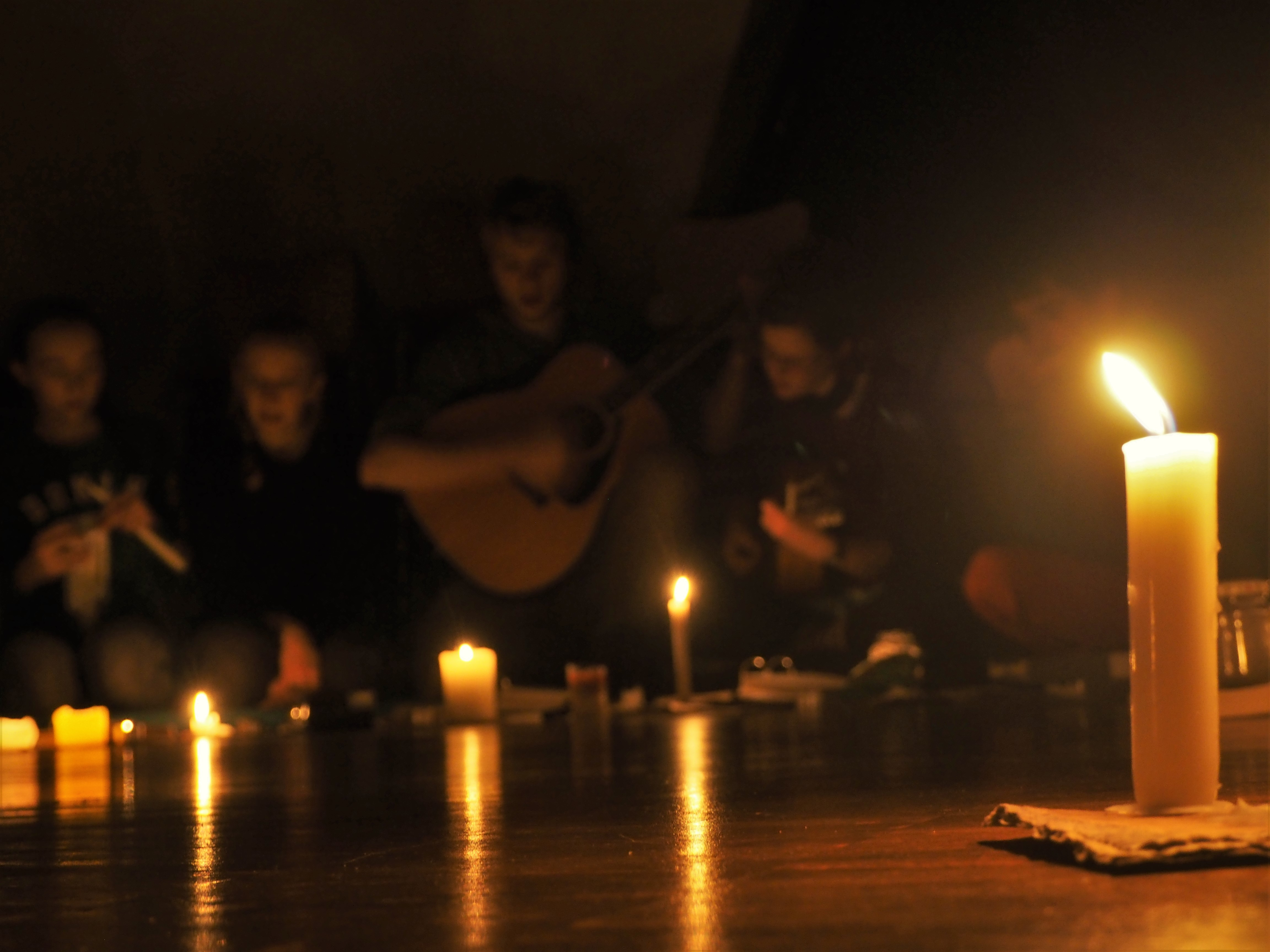
Eine Gruppe von Jugendlichen singt aus der Sponti, dem Liederbuch des DJN.

Der DJN existiert sowohl als deutschlandweit aktiver Verein als auch in verschiedenen Ortsgruppen. Die Mitgliedschaft ist nicht an eine Ortsgruppe gebunden. In den Ortsgruppen finden kleinere Exkursionen statt, die maximal die Länge eines Tagesausfluges und Ziele in der näheren Umgebung haben.
2021 existieren folgende Ortsgruppen:
- Freiburg
- Bonn/Rhein-Sieg
- Marburg
- Göttingen
- Brandenburg-Berlin
- Oldenburg
- Hamburg

Der Verein wird bundesweit von einem Hauptvorstand (HV) vertreten, der sich mehrfach jährlich zu Sitzungen (HVS) trifft. Der HV wird von den Mitgliedern gewählt. Er besteht aktuell aus folgenden Posten:
- Bundesvorsitzender (BuVo) – Allgemeine Angelegenheiten, Kooperationen, Einberufung von HVS und JHV (Jahreshauptversammlung)
- Kassenwart (KaWa) – Finanzen, Mitgliederverwaltung
- Fundraisingsekretär (FuSe) – Einwerben von Fördergeldern, Kommunikation mit Stiftungen
- Lagersekretär (LaSe) – Organsanisation der beiden Bundeslager (Winterseminar und Osterkongress)
- Naturkundesekretär (NaSe) – Bestimmungsschlüssel, Organisation der Exkursionen auf den Bundeslagern
- Öffentlichkeitssekretär (ÖSe) – Öffentlichkeitsarbeit, Social Media
- Werbesekretär (WeSe) – Werbung, Erstellung von Werbemitteln
- Lupen-Redakteur (Lupe) – Herausgabe der Vereinszeitschrift Lupe

Weitere Posten, die nicht im Hauptvorstand vertreten sind, sind u. a.
- Materialverwaltung (MaVe) – Verwaltung des DJN-Büros im Göttinger Umwelt- und Naturschutzzentrum (GUNZ), Versand von Bestimmungsschlüsseln
- Auslandssekretär (AuSe) – Internationale Kooperationen

## Geschichte
Der DJN wurde am 22. Oktober 1950 in Lüneburg gegründet. Der Name ist bewusst an den ähnlichen niederländischen NJN (Nederlandse Jeugdbond voor Natuurstudie) angelehnt.

## Publikationen
- Harald Hauser, Karin Voigtländer: Doppelfüßer (Diplopoda) Ostdeutschlands: Bestimmung, Biologie und Verbreitung. 2. Auflage. 2009, ISBN 978-3-923376-25-1. (Alle Diplopodenarten Ost- und Norddeutschlands mit Bestimmungsschlüssel, Artportraits, Verbreitungskarten)
- Anke Dücker, Heiko Schmüser, Katja Heubel: Laufkäfer. 4. Auflage. 2006, ISBN 3-923376-18-9. (Bestimmungsschlüssel für alle Gattungen)
- Peter Glöer, Claus Meier-Brook: Süßwassermollusken. ein Bestimmungsschlüssel für die Bundesrepublik Deutschland. 13. Auflage. 2003, ISBN 3-923376-02-2.
- B. Wandke, O. Müller: Gewölle: Bestimmungsschlüssel – Wirbeltiere in Gewöllen der Schleiereule (Tyto alba). 2002, ISBN 3-923376-23-5.
- Nele Wellinghausen: Farnpflanzen. 1997, ISBN 3-923376-13-8. (Bestimmungsschlüssel für alle heimischen Farne, Bärlappartigen und Schachtelhalme)
- Arne W. Lehmann, Johann Hendrik Nüß: Libellen: Bestimmungsschlüssel für Nord- und Mitteleuropa. 6. Auflage. 2015, ISBN 978-3-923376-15-5.
- Bestimmungsschlüssel für die Faltenwespen (Hymenoptera: Masarinae, Polistinae, Vespinae) der Bundesrepublik Deutschland. 3. Auflage. 2004, ISBN 3-923376-17-0.
- Hans Stökl, Rudolf Völker: Bestimmungsschlüssel für Amphibien und Reptilien. 29. Auflage. DJN, Hamburg 2007, ISBN 978-3-923376-00-1.
- Mauss, Volker: Bestimmungsschlüssel für die Hummeln der Bundesrepublik Deutschland. 6. Auflage. 1996, ISBN 3-923376-10-3.
- Spontania. Liederbuch des DJN. 12. Auflage. 2007, ISBN 978-3-923376-24-3.